# Тарквиния
Вижте пояснителната страница за други значения на Тарквиния.
Тарквиния (на италиански: Tarquinia, Таркуиния) e град и община в италианската провинция Витербо, регион Лацио в Етрурия, Централна Италия.
Градът се намира на 87 км северозападно от Рим и на 48 км югоизточно от Витербо.
Градът се намира на пътя Виа Аурелия (1 Via Aurelia), който води по брега от Рим до френската граница при Вентимиля. Тарквиния има гара на жп линията Тиреница Рим – Пиза. Градът има 16 361 (31 декември 2007) жители. Старият град е на пет километра от Тиренско море.

## История
Тарквиния е древно селище на етруските, основано от Тархон и е през Средновековието държава-република. През 14 век преминава към владенията на папата.
Тарквиния е родното място на етруския цар на Древен Рим Луций Тарквиний Приск.
Етруското име на града е Tarchnal, латинското му име е Tarquinii, средновековното му име e Corneto. През 1872 г. градът е наречен Corneto Tarquinia и от 1922 г. се казва само Tarquinia.
Етруският град Тархнал се намирал североизточно от днешния град Тарквиния и е член на Съюза на дванадесетте града. Тархнал е основан още по времето на културата Виланова.
Градът сключва през 351 пр.н.е. и 308 пр.н.е. мирен договор за 40 години и след това става скоро част от Римската република. През 8 век градът е разрушен от сарацините и не е възстановен отново. Жителите основават на близкия хълм новия град Corneto.